# 林必達
林必達（1616年—1708年），字非聞，一字不巖，浙江寧波府鄞縣人。明末政治人物。

## 生平
崇禎十二年（1639年）己卯科浙江鄉試六十七名舉人，崇禎十六年（1643年）癸未科進士，授行人司行人。
弘光時，任貴州主試，推辭不赴。魯王監國時，任御史。同陳謙出使福建隆武朝廷，留任福建學政，後逃歸。清康熙四十七年（1708年）卒。與林時對、葛世振並稱「三逸」。